# Joe Liggins
Joe Liggins (* 9. Juli 1915 in Guthrie, Oklahoma; † 26. Juli 1987 in Lynwood, Kalifornien) war ein US-amerikanischer Jazz- und Blues-Pianist, der in den 1940er und 1950er Jahren mit seiner Band Joe Liggins and the Honeydrippers erfolgreich war. Ihr größter Hit war The Honeydripper (1945), der über zwei Millionen Mal verkauft worden ist und 26 Wochen in den R&B-Charts stand.
.
Geboren in Oklahoma, lebte Liggins ab 1932 in San Diego, Kalifornien. 1939 zog er nach Los Angeles, wo er in verschiedenen Bands spielte, zuletzt bei "Sammy Franklin's California Rhythm Rascals". Als Franklin den von Liggins komponierten Song The Honeydripper nicht aufnehmen wollte, gründete Liggins mit Little Willie Jackson seine eigene Band. Das Stück wurde ein Hit, dem weitere folgten, darunter Got a Right to Cry, Tanya (später bekannt in der Version von Earl Hooker) und Roll 'Em.
1950 folgte Liggins nach der Pleite von Leon Renes Plattenfirma Exclusive Records seinem Bruder Jimmy zu Specialty Records, wo er noch eine ganze Reihe von Hits hatte, etwa Rag Mop, Boom-Chick-A-Boogie, Pink Champagne und Little Joe's Boogie. Ende der 1950er ließ der Erfolg nach, doch blieb Joe Liggins bis zu seinem Tod 1987 als Bandleader aktiv.
1992 wurde Liggins in die Oklahoma Jazz Hall of Fame aufgenommen.